# Olmo Omerzu
Olmo Omerzu, né le 24 novembre 1984 à Ljubljana, est un réalisateur slovène.

## Filmographie
- 2018 : Almir
- 2003 : Nic
- 2005 : Masky
- 2006 : Láska
- 2008 : Druhé dejství
- 2012 : Příliš mladá noc
- 2015 : Rodinný film
- 2018 : Winter Flies (Všechno bude)
- 2021 : Bird Atlas (Atlas ptáků)

## Distinctions
- Festival international du film de Tokyo
  - Meilleure contribution artistique pour Rodinný film en 2015
- Festival international du film de Karlovy Vary
  - Meilleur réalisateur pour Winter Flies (Všechno bude) en 2018